# 그룸브리지 34
그룸브리지 34는 안드로메다자리에 있는 항성이다. 그룸브리지 34는 두 개의 적색 왜성으로 이루어진 쌍성계로, 두 별은 서로 147 천문단위 떨어져서 질량 중심을 공전하고 있다. 두 왜성 모두 불규칙한 주기를 보여주며 변광성으로 분류된다. 조금 더 밝은 쪽의 별은 안드로메다자리 GX이며 어두운 쪽은 안드로메다자리 GQ이다.

## 같이 보기
- 가까운 별 목록